# Gertrude van den Bergh
Gertrude van den Bergh (21 de gener de 1793 - 10 de setembre de 1840) fou una pianista, compositora i pedagoga musical neerlandesa.

## Primers anys
Filla de Henderik van den Bergh i Maria Theresia Leydel, va ser batejada a la ciutat de Colònia, Alemanya. De ben petita, Van den Bergh ja va mostrar el seu talent per la música: als sis anys va començar a estudiar piano amb Ferdinand Ries, i als nou, sota l'ensenyament de Johann Friedrich Franz Burgmüller, va publicar la seva primera composició, una Sonata per a Clavicèmbal.

## Carrera
L'any 1809, Hendrik van den Bergh va organitzar una gira de concerts pels Països Baixos per la Gertrude i Sophia van den Berg, la seva germana petita. La família es va traslladar a La Haia el 1813. Després d'això, Van den Bergh no va tocar davant d'un públic gran gaires vegades més, tot i que va seguir actuant en cercles privats. Davant la impossibilitat de guanyar-se la vida únicament amb actuacions ocasionals, Gertrude van den Bergh va centrar la seva carrera professional a altres camps de la música. Va començar a fer classes particulars de piano, va escriure un manual elemental de teoria musical en francès (Principes de musique, à l'usage des classes d'enseignement mutuel), i va dedicar part del seu temps a la composició; malauradament, poques de les seves obres s'han mantingut fins a l'actualitat.
El 1830 va ser convidada a formar part de la Societat per a la Promoció de la Música (Toonkunst), que fins aleshores no havia estat oberta per a les dones. El 1834, va participar en un festival organitzat per aquesta societat a La Haia. A més, va dirigir el primer cor de veu mixta de La Haia, i des de 1837 la Vocal Society.
Gertrude van den Bergh fou de les poques dones pianistes que van rebre reconeixement en vida. Ella especialment va ser elogiada per les seves interpretacions de Ludwig van Beethoven. Fou dels primers músics del seu temps a interessar-se i interpretar la música de Johann Sebastian Bach, anticipant la recuperació de la seva obra durant el segle xix als Països Baixos i a la resta d’Europa.
El setembre de 1940, als 47 anys, Gertrude van den Bergh va morir de càncer de mama a La Haia. A l'enterrament, se li va retre un gran homenatge: un cor masculí dirigit pel seu gran amic J.H.Lübeck i acompanyat per la Koninklijk Hofkapel van cantar un coral compost especialment per l'ocasió.

## Obres
La majoria d'obres de Gertrude van den Bergh van ser compostes per a piano (preludis i fugues, fantasies, etc.). També se sap que va escriure un quartet de corda, i unes variacions sobre un tema de l'Ein Mädchen oder Weibchen, ària de La flauta màgica de Wolfgang Amadeus Mozart. Tot i això, són poques les composicions a les que podem accedir, ja que la majoria no es van arribar a publicar. Aquestes són algunes de les obres que es conserven actualment:
- Andante Con Variationi, On W.A.Mozart's "Ein Mädchen oder Weibchen", Op.2

- Rondeau pour le Piano-forte, Op.3
- Lied für Piano-forte